# Prieuré Notre-Dame du Pré de Donzy
Notre-Dame du Pré de Donzy est un ancien prieuré clunisien situé sur la commune de Donzy, dans le département de la Nièvre et la région Bourgogne-Franche-Comté.

## Historique
C'est sous Hervé II de Donzy, baron du lieu, qu'est construit au début du XIIe siècle le prieuré Notre-Dame du Pré qui dépend directement de l'abbaye de Cluny.
Son père, Hervé I de Donzy, avait donné le 25 mars 1055 l'église paroissiale du Vieux-Donzy à l'abbaye de Cluny avec l'assentiment de Geoffroi, évêque d'Auxerre, et le consentement de ses deux fils  Geoffroi II et Hervé II, ainsi que de Savaric, son frère.

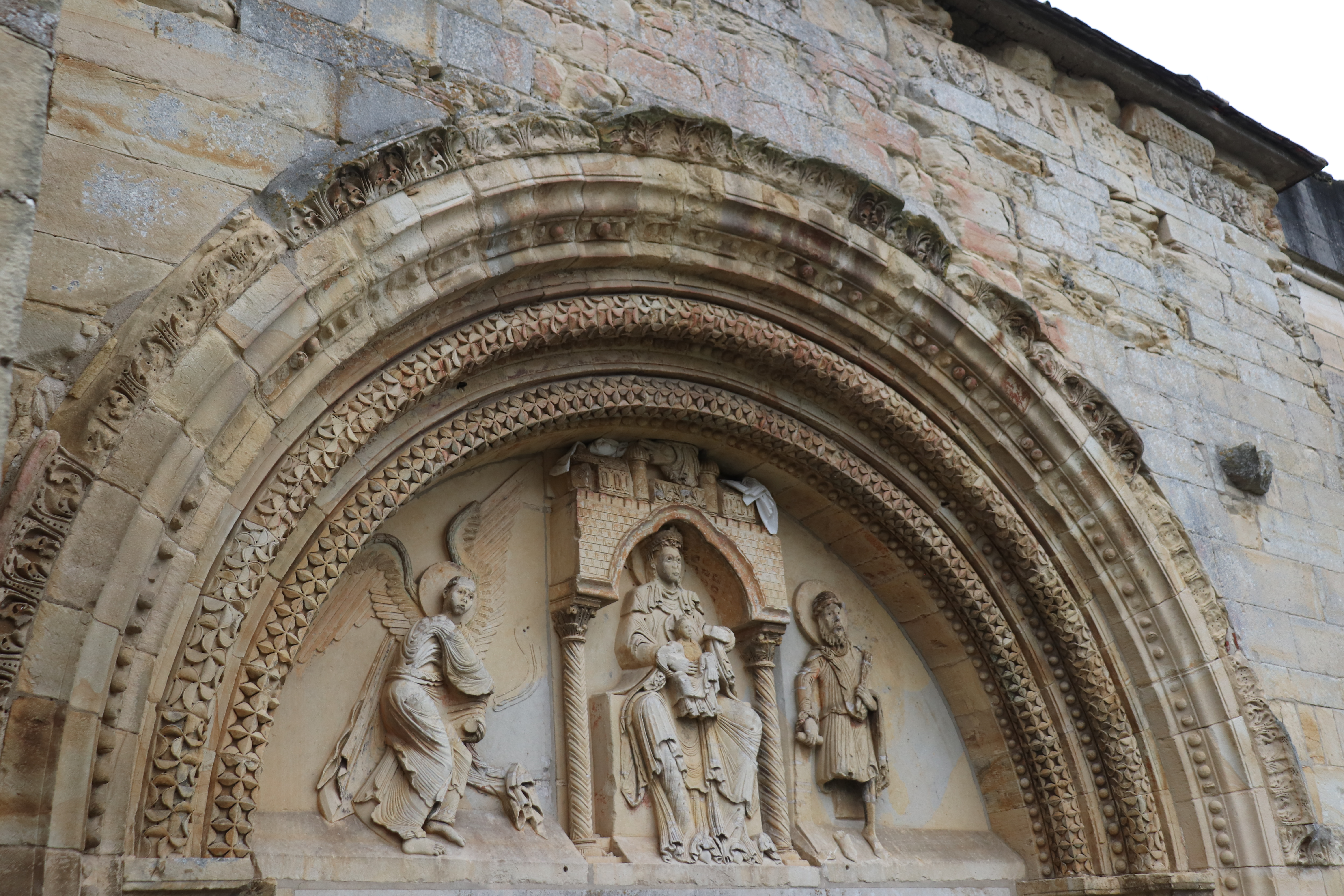
Vue latérale du portail (tympan et ornementations) de l’ancienne prieurale

### Église prieurale

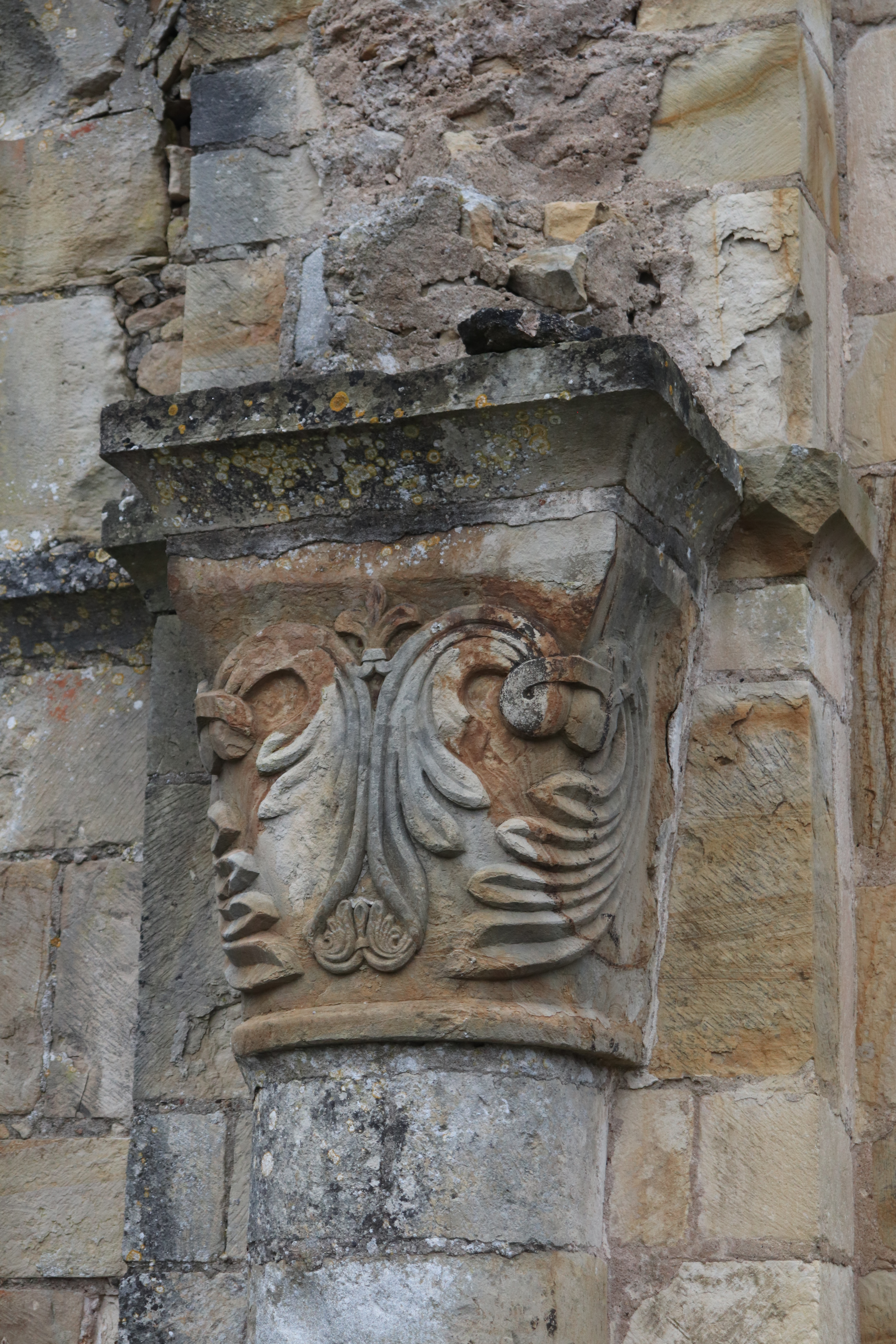
Chapiteau à demi-palmettes de la dernière voûte de la nef de l’ancienne prieurale

## Architecture

### Logis prioral
Au sud de l’église se trouve l’ancienne logis du prieur et que celui-ci désigne, en 1786, comme un château seigneurial. C'est aujourd'hui une demeure privée qui ne se visite pas.

### Bâtiments conventuels
Au sud de l'église et du logis prioral se trouve encore la porterie dont la construction semble remonter au XVIIe siècle. La datation architecturale de cet édifice reste complexe du fait de ses nombreux remaniements et ajouts.

## Prieurs
- 1154 : Thibault ;
- 1164 : Maurice Pons ;
- 1230 : Robert ;
- 1245 : Robert (on ne sait pas s’il s’agit du même que le précédent) ;
- 1233 : Landry ;
- 1446 : Denis le Fèvre ;
- 1463 : Guy de Mélignes ;
- 1521 : Antoine de Brandon ;
- 1545 : Honorat des Houppes ;
- 1582 : Jean de Reugny ;
- 1628 : Claude Bruillard ;

- 1684 : René Fouquet ;

- 1756 : François Georges Marie Sol.